# The Gods of Earth and Heaven
The Gods of Earth And Heaven är ett musikalbum från den svenska popgruppen Army of Lovers, utgivet 1993. Det är det första albumet med gruppen i konstellationen Alexander Bard, Jean-Pierre Barda, Michaela de la Cour och Dominika Peczynski. Det mest kända spåret på skivan är Israelism, vars video förbjöds i flera TV-kanaler för dess judiska anspelningar. Ändå blev Israelism etta på listan i Israel. Övriga singlar från skivan blev La Plage de Saint Tropez och I Am. The Gods of Earth And Heaven blev etta i Ryssland, Grekland och Hongkong.  I Ryssland låg albumet etta i fyra månader.

## Låtlista
1. Chihuahuas on Parade (0:41)
2. We Are the Universe (3:41)
3. La Plage de Saint Tropez (3:32)
4. I Am (3:54)
5. Le Portrait de Jean-Pierre (0:44)
6. Israelism (3:20)
7. The Grand Fatigue (3:32)
8. Carry My Urn to Ukraine (4:04)
9. Sebastien (3:33)
10. La Storia di O (0:45)
11. Blood in the Chapel (3:16)
12. The Ballad of Marie Curie (3:48)
13. Heterosexuality (4:10)
14. Sons of Lucy (3:02)
15. Also Sprach Alexander (0:35)
16. The Day the Gods Help Us All (3:45)